# Johan Sjögren i Asarum
Johan Peter Sjögren (i riksdagen kallad Sjögren i Asarum), född 27 februari 1821 i Lunds stadsförsamling, Malmöhus län, död 25 december 1881 i Karlshamns församling, Blekinge län, var en svensk garverifabrikör och riksdagsman.
Sjögren var ledamot av riksdagens andra kammare 1867–1870, invald i Bräkne domsagas valkrets i Blekinge län.